# Датский институт культуры
Датский институт культуры (дат. Det Danske Kulturinstitut) способствует культурному обмену между Данией и другими странами мира. Он поддерживает проекты, направленные на долгосрочное сотрудничество между иностранными и датскими культурными учреждениями, творческими работниками и другими специалистами.
Датский институт культуры был основан в 1940 году, когда Фольмер Висти создал «Датское общество». Целью общества являлось содействие международному взаимопониманию через распространение информации о Дании и дальнейший обмен культурой, идеями и опытом между Данией и другими странами. Его название было изменено на «Датский институт культуры» в 1989 году.
С момента своего основания Датский институт культуры приложил много усилий для учреждения местного представительства в зарубежных странах. Первые иностранные филиалы были созданы в 1947 году. Эти отделения часто расположены за пределами столиц. В России представительство расположено в Санкт-Петербурге.